# Jakobsweg Österreich
Der Österreichische Jakobsweg ist ein, teilweise beschilderter, etwa 750 bis 800 Kilometer langer Hauptast des Jakobswegenetzes in Österreich.
Dieser stützt sich ungeachtet von regionalen Abweichungen hinsichtlich der Routenführung im Wesentlichen auf die 1999 erstmals veröffentlichten Forschungsergebnisse von Peter Lindenthal.
Die Beschilderung und touristische Vermarktung von Abschnitten des österreichischen Jakobsweges geht meist auf private und öffentliche Initiativen zurück, wobei in der Regel Regionalentwicklungsprojekte und Förderungsvereine für die Aufbringung der erforderlichen finanziellen Mittel sorgen. Von der Belebung der Jakobspilgerwege in Österreich werden Impulse für die lokale und regionale wirtschaftliche Entwicklung erwartet.

## Beschreibung
Lindenthal durchquerte auf der von ihm beschriebenen Jakobsroute Österreich in 28 detailliert beschriebenen Tagesetappen von Preßburg (Slowakei) an der Hainburger Pforte Donau aufwärts entlang der ehemaligen Donaulimesstraße durch Wien, über Linz und Innsbruck bis nach Feldkirch in Ost-West-Richtung.
Der Autor beschreibt eine durchgehende Wanderroute auf oder parallel zum mittelalterlichen Jakobsweg, die versucht, Authentizität, Begehbarkeit und Pilgern zu vereinen. Dort wo alte Wege zu vielbefahrenen Straßen ausgebaut wurden, werden ruhigere Wald- und Feldwege benützt. Neben den zahlreichen Jakobskirchen werden auch lokale oder überregionale Wallfahrtsorte besucht. 
Unterwegs nimmt der österreichische Jakobsweg weitere Äste des Jakobswegenetzes auf, beispielsweise:
- in Haslau-Maria Ellend den Jakobsweg Burgenland, in den zuvor in Halbturn eine Variante des ungarischen Jakobsweges einmündet
- in Mautern an der Donau den Jakobsweg Weinviertel
- in Salzburg die Wege aus Böhmen über den Jakobsweg Oberes Mühlviertel (Krumau–Passau) und den Innviertler Jakobsweg (Passau–Salzburg)
- in Wörgl den ebenfalls aus Böhmen zunächst durch das Obere Mühlviertel führenden Jakobsweg Böhmen–Bayern–Tirol
- in Innsbruck den von Graz über Slowenien, Kärnten, Osttirol und Südtirol nach Innsbruck führenden Südösterreichischen Jakobsweg (Graz–Innsbruck).

Ab Feldkirch sind noch etwa einhundert Kilometer nach Maria Einsiedeln in der Schweiz zurückzulegen, bevor der österreichische Jakobsweg an die zentraleuropäische Pilgerroute, der sogenannten Oberstraße, anschließt. Dieser Streckenabschnitt wurde im Rahmen des grenzübergreifenden Leader+-Projekts Jakobsweg Landeck–Einsiedeln beschildert und beschrieben.

## Abschnitte des österreichischen Jakobsweges
Einzelne Abschnitte des österreichischen Jakobsweges wurden im Rahmen von regionalen öffentlichen und privaten Projekten beschildert und werden touristisch beworben, wobei in diesem Zusammenhang auch entsprechende Literatur einschließlich Wegekarten und Wegebeschreibungen vorhanden sind:

### Burgenland
Der von Frauenkirchen bis Haslau-Maria Ellend verlaufende Jakobsweg Burgenland ist der einzige ausgeschilderte Jakobsweg im Burgenland. Er verlässt bei Bruckneudorf das Burgenland und führt die letzten Kilometer bis zur Einmündung in den Österreichischen Jakobsweg über niederösterreichisches Gebiet. In Halbturn nimmt dieser Weg eine von Lébény kommende Variante des ungarischen Jakobsweges auf.

### Wien
Der Jakobsweg Wien ist in vier Etappen geteilt und schließt an den Jakobsweg Wolfsthal-Schwechat an. Etappe 1 geht bis zur Herz Jesu Kirche in Kaisermühlen. Etappe 2 endet am Stephansdom. Etappe 3 endet beim Schloß Schönbrunn. Die letzte Etappe endete an der Jakobskirche.

### Niederösterreich
Der Jakobsweg ist in Niederösterreich und Wien nicht durchgehend markiert, da die Initiative zur Beschilderung regionalen Vereinen und Gemeinden überlassen ist.
- Österreichischer Jakobsweg Römerland Carnuntum[8] – Jakobsweg Wolfsthal-Schwechat
- Österreichischer Jakobsweg Abschnitt Purkersdorf–Göttweig[9] – Jakobsweg Purkersdorf–Göttweig
- Österreichischer Jakobsweg Abschnitt Göttweig–Melk[10][11] – Wachauer Jakobsweg
- Österreichischer Jakobsweg Abschnitt Südliches Waldviertel (Nibelungengau, Melk–Persenbeug/Gottsdorf)[12] – Jakobsweg Südliches Waldviertel
- Österreichischer Jakobsweg Abschnitt Persenbeug–Sankt Pantaleon – Jakobsweg Persenbeug–Sankt Pantaleon
- Österreichischer[13] – Jakobsweg Weinviertel

### Oberösterreich
Der durch Oberösterreich führende Abschnitt des Österreichischen Jakobsweges folgt im Wesentlichen den alten Römer- und Handelsrouten von Enns/Lorch nach Salzburg.
Er beginnt bei Mauthausen bzw. Enns und teilt sich im Linzer Zentralraum in einen nördlichen und einen südlichen Teil. Die beiden Teile treffen in Hörsching wieder aufeinander und überschreiten bei Oberhofen am Irrsee die Grenze zu Salzburg. Der Weg wurde in einer Kooperation von Diözese Linz, Land Oberösterreich und OÖ. Tourismus beschildert. Es besteht ein Netz von Pilgerherbergen und entsprechendes Informationsmaterial.
In Oberösterreich verlaufen mit dem Jakobsweg durch das obere Mühlviertel und dem Jakobsweg Mühlviertel-Ost  Teile des Jakobspilgernetzes, das aus Polen bis zur Donau und von dort entweder über beispielsweise über den Innviertler Jakobsweg oder direkt über die Hauptroute nach Salzburg führt.

### Salzburg
Salzburger Jakobsweg: Der Abschnitt des Österreichischen Jakobswegs durch das Salzburger Land beginnt in Oberhofen, nimmt in Salzburg den Innviertler Jakobsweg auf und verläuft dann über Deutschland in den Pinzgau, wo er bei Lofer das Bundesland Richtung Tirol verlässt.

### Tirol
Der Abschnitt des Jakobswegs Österreich in Tirol ist ein Bestandteil des Jakobswegenetzes in Tirol und ist entsprechend beschildert.
Jakobsweg Tirol: Unter der Bezeichnung „Auf dem Jakobsweg durch Tirol“ wurden überwiegend mit öffentlichen Mitteln die von Bayern, Salzburg, Osttirol und Südtirol durch Tirol führenden Jakobswege beschildert und eine Broschüre aufgelegt.

### Vorarlberg
Jakobsweg Landeck–Einsiedeln: Ausgangspunkt dieses Abschnittes auf dem österreichischen Jakobsweg ist Landeck, wobei dieser bis auf den Arlberg ident mit dem letzten Abschnitt des Jakobswegs Tirol ist. Der Weg führt durch Vorarlberg und in zwei Varianten entweder über das Fürstentum Liechtenstein oder direkt in die Schweiz und weiter bis Einsiedeln.

## Abschnitte des südösterreichischen Jakobsweges

### Steiermark, Slowenien
Weststeirischer Jakobsweg: Der durchgehend beschilderte Jakobsweg durch die Weststeiermark beginnt in Thal bei Graz und mündet bei Lavamünd in den über Slowenien verlaufenden, in Graz beginnenden Südösterreichischen Jakobsweg, der auf dem kärntnerischen Abschnitt auch als Jakobsweg Kärnten bezeichnet wird.

### Kärnten, Tirol
Jakobsweg Kärnten: Der etwa 250 Kilometer lange, nur teilweise beschilderte, Jakobsweg in Kärnten beginnt von Slowenien kommend bei Lavamünd und durchquert Kärnten im Wesentlichen entlang der Drau bis zur Grenze nach Osttirol bei Oberdrauburg. Es handelt sich um ein Teilstück des Südösterreichischen Jakobsweges, der von Graz über Slowenien, durch Kärnten, Osttirol und Südtirol bis Innsbruck führt.

## Vernetzung der Jakobswege
Der österreichische Jakobsweg ist über den 2008 gegründeten und in Obertrum ansässigen Verein gemeinnützigen Verein zur Förderung der österreichischen Jakobswege mit den regionalen Jakobswegen in Österreich und in den Nachbarländern sowie mit den überregionalen europäischen Jakobswegen vernetzt.
Dieser Verein arbeitet mit den öffentlichen Stellen, Tourismusorganisationen und Diözesen zusammen und unterstützt diese bei der Umsetzung überregionaler Pilgerprojekte. Damit verbunden ist die Ausbildung spiritueller Pilgerbegleiter, Angebote von Pilgerwanderungen und Treffen von Pilgerfreunden.